# Smołdzino
Smołdzino (deutsch: Schmolsin, kaschubisch Smôłdzëno, slowinzisch Smèˑʉ̯ʒänä oder Smèˑʉ̯ʒänɵ) ist ein Dorf im Powiat Słupski (Stolper Kreis) der polnischen Woiwodschaft Pommern und Sitz der gleichnamigen Landgemeinde.

## Geographische Lage
Das Dorf liegt in Hinterpommern, am nordöstlichen Fuße des Hügels Revekol. Es befindet sich unmittelbar an der südlichen Grenze des Slowinzischen Nationalparks. Die Entfernung nach Stolp  beträgt 28 Straßenkilometer, die nach Stolpmünde 30 Straßenkilometer.

## Geschichte

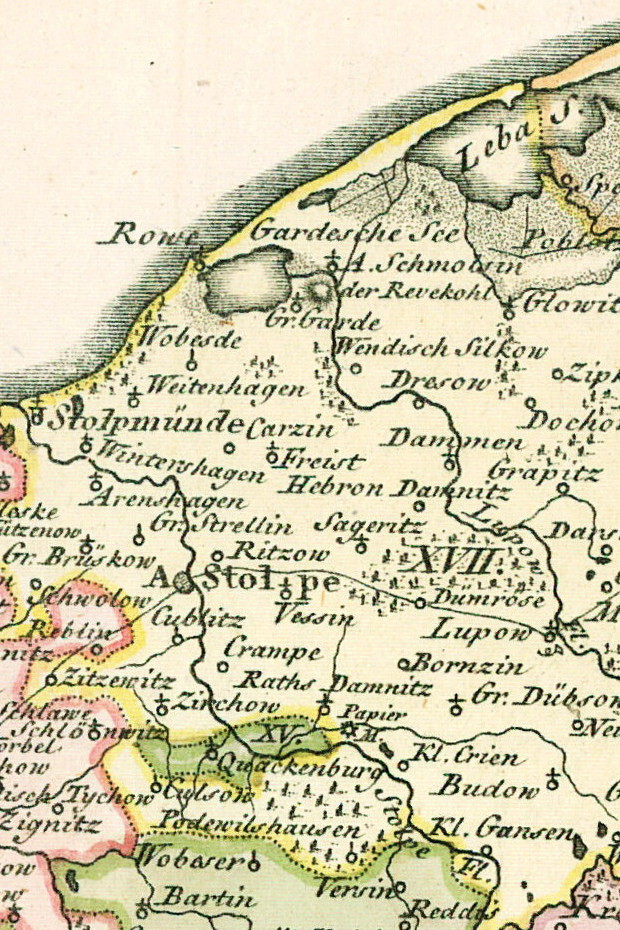
Schmolsin, Kirchdorf, östlich vom Garder See, nördlich vom Revekol, nordnordöstlich der Stadt Stolp (früher Stolpe geschrieben) und nordöstlich von Stolpmünde, auf einer Landkarte von 1794

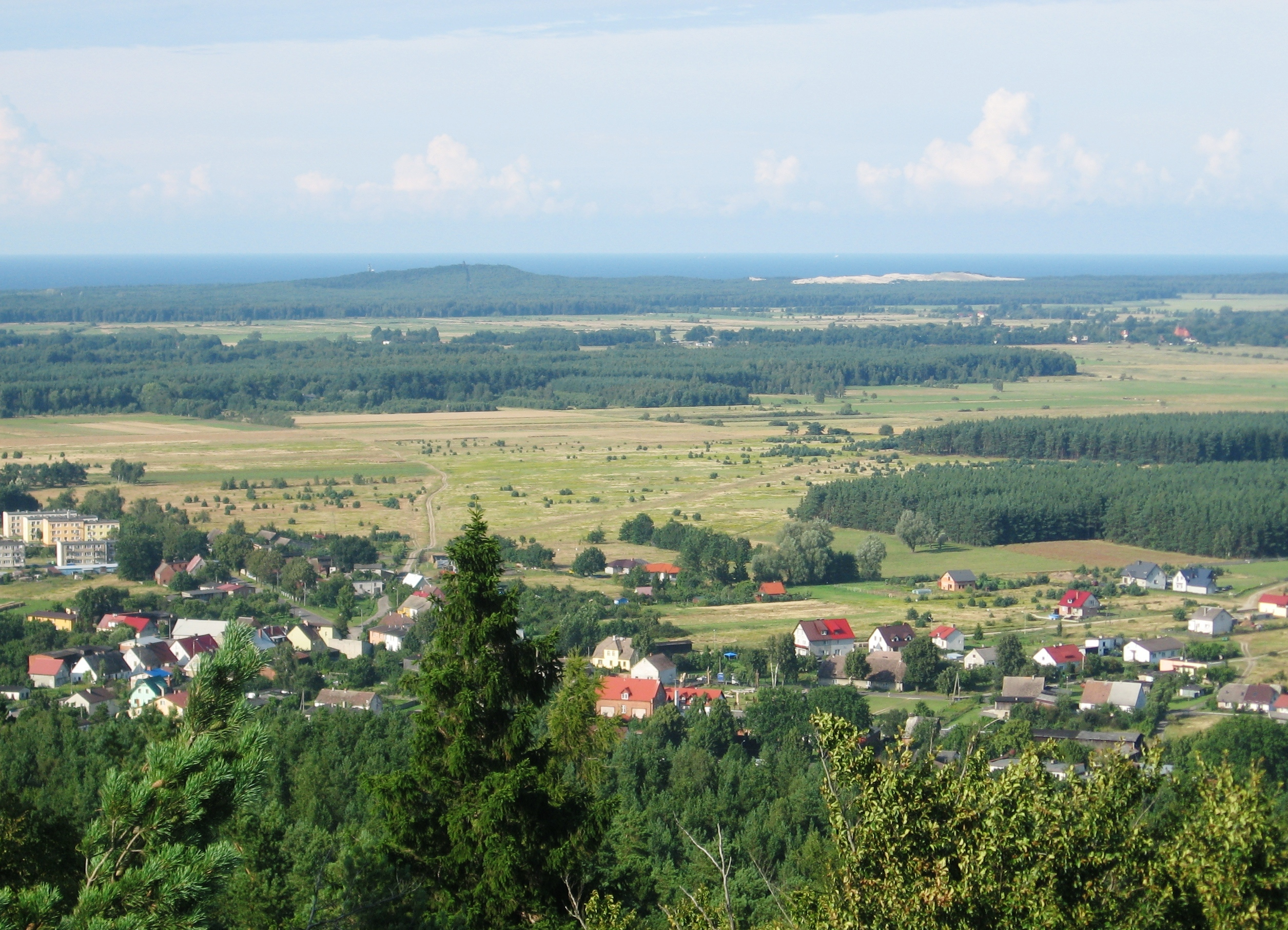
Dorf und Umland, vom Revekol aus gesehen

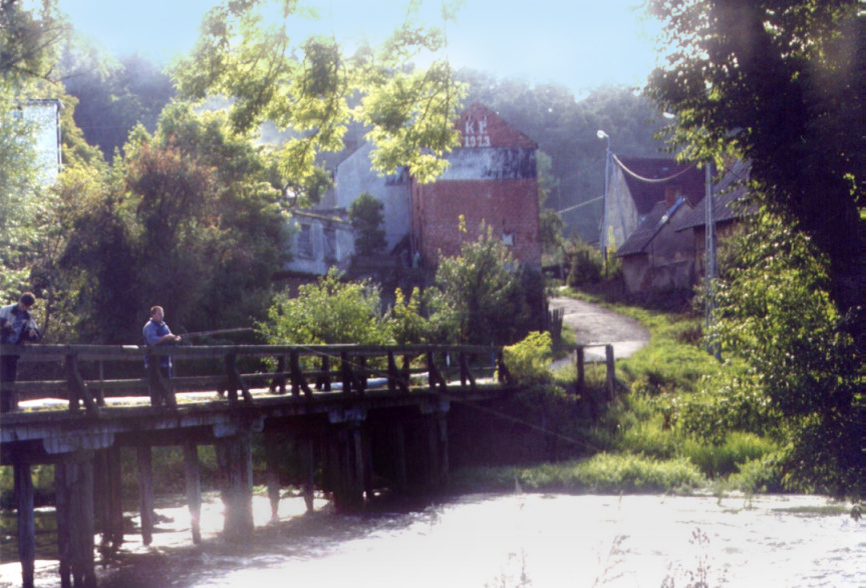
Lupow-Brücke (2002)

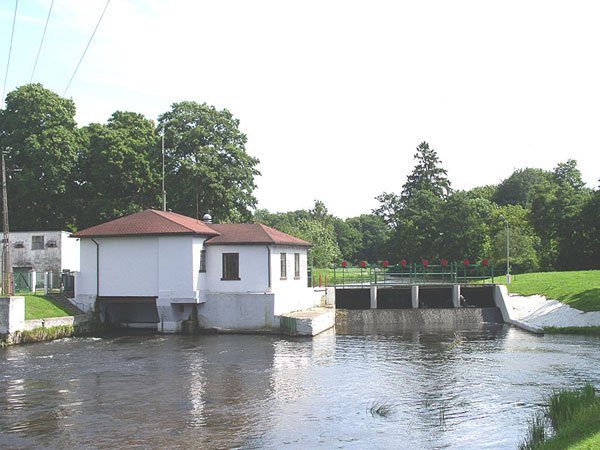
Elektrizitätswerk an der Lupow

Das Dorf Schmolsin ist eines der ältesten des Stolper Landes. Der historischen Dorfform nach ist es ein großes Straßendorf. Aus vor- und urgeschichtlicher Zeit stammt ein alter Burgwall mit Graben, der sich im Wald des Rowokół 500 Meter vom Dorf entfernt befindet.
Im Jahre 1281 wird Schmolsin (Smoltzini, später auch Smoltzin) zum ersten Male urkundlich erwähnt. Damals gehörte der Ort zu Groß Garde und zum Kloster Belbuck, 1291 kam es an das Kloster Oliva.
Im Jahre 1487 wird Peter Tessen als Lehnsherr genannt, und um 1600 erhielt die Herzogin Anna von Croy (1590–1660), Schwester Bogislaws XIV., hier ihren Witwensitz zugewiesen. Das Schloss lag an der Lupow, es ist nicht mehr vorhanden. Nach dem Tod der Fürstin kam der Ort an ihren Sohn, den Herzog Ernst Bogislaw von Croy (1620–1684), danach an Ernst von Croyengreiff und schließlich 1684 an das Haus Brandenburg. Friedrich der Große selbst erteilte schließlich den Auftrag, das Gebiet nördlich von Schmolsin zu meliorieren.
Von den Anfängen bis Ende des 18. Jahrhunderts siedelten in Schmolsin Slowinzen, die dann in der ersten Hälfte des 19. Jahrhunderts allmählich germanisiert wurden. Im Jahre 1784 werden für Schmolsin genannt: ein Vorwerk, ein Prediger, ein Förster, ein Küster, vier wüste Bauernhöfe (vom königlichen Amt genutzt), 22 Bauern, zwei Kossäten, zehn Büdner, ein Predigerwitwenhaus, ein Schmied und 34 Büdner am Revekol,  bei insgesamt 71 Feuerstellen (Haushalten).
Im Jahre 1852 kam Schmolsin in den Besitz der Hofkammer, Kaiser Wilhelm II. selbst stattete dem Ort 1910 einen Besuch ab. Das Hausgut Hohenzollern war 2056 Hektar groß und hatte einen reichen Viehbestand. Im 19. Jahrhundert waren Scholsin und der Revekol mit seinem Aussichtsturm beliebte Ausflugsziele, auch von Sommerfrischlern, zumal das Dorf von Stolp und Stolpmünde aus leicht mit dem Fahrrad zu erreichen ist.
Am 1. April 1927 hatte das Gut Schmolsin eine Flächengröße von 13.412 Hektar, und am 16. Juni 1925 hatte der Gutsbezirk 437 Einwohner. Am 30. September 1928 wurde der Gutsbezirk Schmolsin teilweise in die Landgemeinde Schmolsin eingegliedert.
Anfang der 1930er Jahre hatte die Landgemeinde Schmolsin eine Flächengröße von 153,3 km². Innerhalb der Gemeindegrenzen standen insgesamt 224 bewohnte Wohnhäuser an zehn verschiedenen Wohnstätten:
1. Dambee
2. Dünengehöft
3. Jawersberg
4. Karlshof
5. Karolinenhof
6. Leuchtfeuergehöft
7. Menzelsruh
8. Reißaus
9. Rumbke
10. Schmolsin

Um 1935 hatte Schmolsin unter anderem ein Hotel, drei Gasthöfe, eine Niederlassung der Spar- und Darlehnskasse, fünf Gemischtwarenläden, mehrere Einzelhandelsgeschäfte, eine Molkerei, ein Holzsägewerk, eine Viehhandlung sowie eine Reihe von Handwerksbetrieben und Dienstleistern.
Bis 1945 bildete Schmolsin eine Landgemeinde im Landkreis Stolp im Regierungsbezirk Köslin der preußischen Provinz Pommern des Deutschen Reichs. Schmolsin war Sitz eines gleichnamigen Amtsbezirks.
Gegen Ende des Zweiten Weltkriegs wurde Schmolsin im März 1945 von der Roten Armee besetzt.  Nach Beendigung der Kampfhandlungen wurde die Region zusammen mit ganz Hinterpommern seitens der sowjetischen Besatzungsmacht der Volksrepublik Polen zur Verwaltung überlassen. Polnische und ukrainische Zivilisten, die anfangs vorwiegend aus von der Sowjetunion besetzten Gebieten östlich der Curzon-Linie kamen, trafen nach und nach ein und verdrängten die einheimischen Dorfbewohner aus ihren Häusern und Wohnungen. Schmolsin wurde unter der polonisierten Ortsbezeichnung ‚Smołdzino‘ verwaltet. Die einheimischen Dorfbewohner wurden in den folgenden Jahren von der polnischen Administration vertrieben.

### Demographie
| Jahr | Einwohner | Anmerkungen |
| ---- | --------- | --- |
| 1782 | –         | königliches Amtsdorf, mit einem Vorwerk, 22 Bauernstellen (darunter der Schulzenhof und zwei Freibauernhöfe), zwei Kossäten, zehn Büdnern, weiteren 34 Büdnern auf dem Revekol, einem Schmied, einem Förster, einem Prediger, einem Küster, einem Predigerwitwenhaus, vier wüsten Bauernhöfen und 71 Feuerstellen (Haushaltungen) |
| 1818 | 700       | Amtssitz, mit einem Schloss, einer Mutterkirche, einer Wassermühle und Lachsfang, königliche Besitzung |
| 1852 | 1402      | Dorf |
| 1864 | 1514      | am 3. Dezember, im Gemeindebezirk und Gutsbezirk zusammen |
| 1867 | 1508      | am 3. Dezember, davon 1329 im Gemeindebezirk und 179 im Hofkammer-Gut |
| 1871 | 1467      | am 1. Dezember, davon 1337 im Gemeindebezirk (1290 Evangelische, ein Katholik, 21 sonstige Christen und 25 Juden) und 130 im Hofkammer-Gut (sämtlich Evangelische) |
| 1885 | 1503      | am 1. Dezember, davon 1224 im Gemeindebezirk (1207 Evangelische, zwei Katholiken und 15 Juden) und 279 im Gutsbezirk (sämtlich Evangelische) |
| 1890 | 1537      | am 1. Dezember, davon 1233 im Gemeindebezirk und 304 im Gutsbezirk |
| 1910 | 1671      | davon 1235 in der Landgemeinde und 436 im Gutsbezirk |
| 1925 | 1257      | sämtlich Evangelische |
| 1933 | 1344      | [ 18 ] |
| 1939 | 1308      | [ 18 ] |

### Amt Schmolsin
Schmolsin bildete bis 1945 einen eigenen Amtsbezirk innerhalb des Landkreises Stolp im Regierungsbezirk Köslin der Provinz Pommern. Zugeordnet waren die Orte Klein Garde, Schlochow, Schmolsin, Vietkow, Virchenzin und Zietzen mit den dazugehörigen sieben Vorwerken.
Amtshauptmann von Schmolsin (und Stolp) war von 1707 bis 1709 der spätere preußische Staatsminister und Generalpostdirektor Ernst Bogislav von Kameke.
Schmolsin war außerdem Sitz eines Standesamtes und einer Gendarmerie. Amtsgerichtlich war der Ort nach Stolp orientiert.

### Forstamt Schmolsin
Zum Forstamtsbezirk Schmolsin gehörten vor 1945 die Revierförstereien Schmolsin (Revekol und Flossen) und Grünhof (Fichtholz und Eulenburg) sowie die Forstwartbezirke Rowe, Rumbske und Virchenzin.

## Kirche

### Dorfkirche

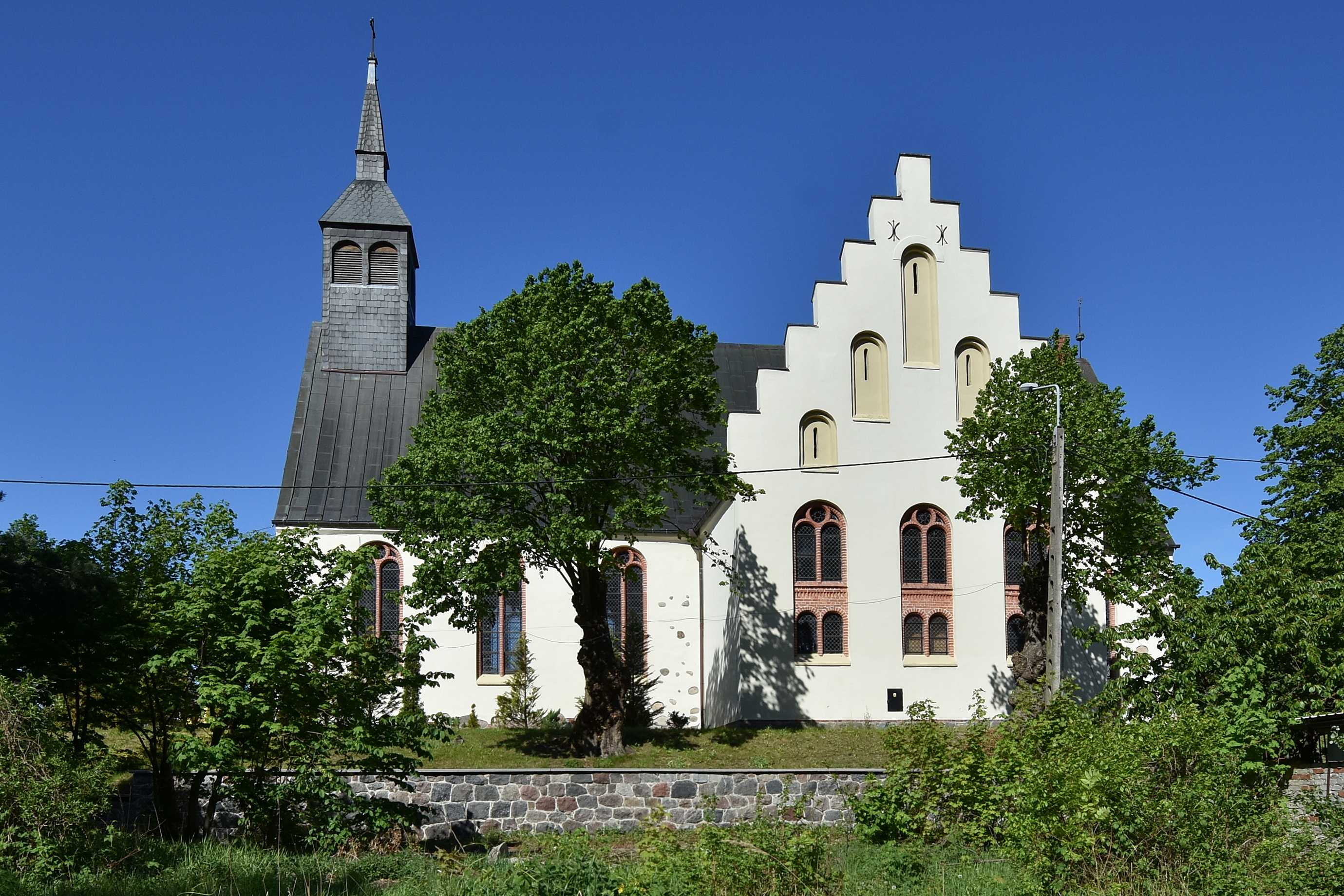
Dorfkirche, bis 1945 Gotteshaus der evangelischen Gemeinde Schmolsin

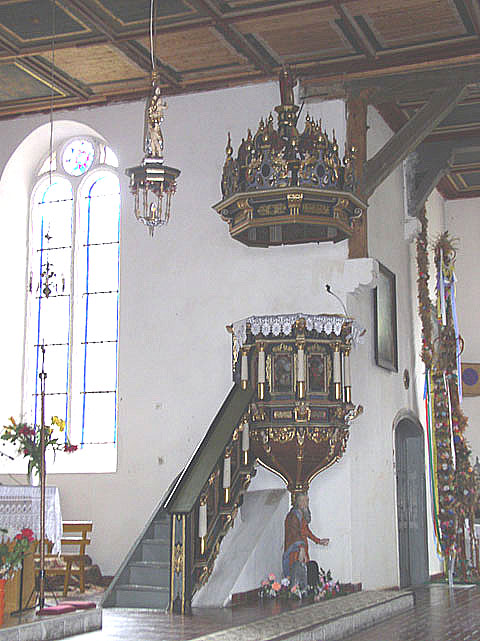
Kanzel aus dem 17. Jahrhundert in der Dorfkirche

Die Dorfkirche wurde auf Initiative von Herzogin Anna von Croy neu errichtet und am 16. Oktober 1632 eingeweiht. Die vorherige, erste lutherische Kirche (oder Kapelle) war 1581 von dem Schmolziner Rittergutsbesitzer Schwantes Tessen erbaut worden. Diese ältere Kapelle hatte dort gestanden, wo gegen Ende des 18. Jahrhunderts der Viehstall des Predigers errichtet worden war. Im 19. Jahrhundert wurde die Dorfkirche vergrößert und erhielt auch einen Turm. Die Innenausstattung war von großer Reichhaltigkeit.
Bis 1832 wurde in dem Gotteshaus auch auf Slowinzisch (ausgestorbene Sprache oder ausgestorbener Dialekt des Kaschubischen) gepredigt.
Der von Herzogin Anna 1610 in Schmolsin eingesetzte Pfarrer Michael Brüggemann gab den Katechismus Martin Luthers, die Bußpsalmen Davids, die Geschichte der Passion Jesu Christi sowie eine Tauf- und eine Trauagende in regionaler polnischer Sprache mit kaschubischen Einflüssen heraus und schuf so ein für die evangelischen Kaschuben/Slowinzen bedeutsames Werk. Die Herzogin Anna von Croy ließ einmal heimlich ein Ölgemälde von ihm anfertigen. Das Bild in Lebensgröße hängt bis heute (2010) in der Dorfkirche von Schmolsin.
Von den beiden am Ende des 19. Jahrhunderts vorhandenen Glocken war die größere 1674 gegossen und mit einer längeren Widmungsaufschrift des Ernst Bogislaw von Croÿ versehen; die zweite trug die Aufschrift:
Die große Glocke zersprang 1890 und wurde wieder instand gesetzt.
Von 1632 bis 1945 war die Kirche ein evangelisches Gotteshaus. Nach 1945 wurde die Dorfkirche von der polnischen Administration zugunsten der Römisch-katholischen Kirche in Polen zwangsenteignet und vom polnischen katholischen Klerus ‚neu geweiht‘.

### Kirchspiel bis 1945
Mit den Ortschaften Holzkathen, Klucken, Schlochow, Selesen, Schmolsin,  Vietkow, Virchenzin und Zietzen gehörte das evangelische Kirchspiel Schmolsin bis 1945 zum Kirchenkreis Stolp-Altstadt im Ostsprengel der Kirchenprovinz Pommern der Kirche der Altpreußischen Union. Der Bestand an Kirchenbüchern reichte bis 1655 zurück.
Das katholische Kirchspiel war in Stolp.

### Polnisches Kirchspiel seit 1945
Die seit 1945 und Vertreibung der einheimischen Dorfbewohner anwesende polnische Einwohnerschaft ist überwiegend katholisch. Das polnische katholische Kirchspiel ist im Ort.
Das polnische evangelische Kirchspiel ist in Stolp.

## Schule
Bereits im Jahre 1852 hatte Schmolsin eine zweiklassige Schule. Ein neues großes Schulgebäude entstand 1893. Im Jahre 1932 war die Schule fünfstufig, es unterrichteten drei Lehrer 221 Schulkinder.

## Persönlichkeiten

### Söhne und Töchter des Orts
- Johann Gotthelf Lindner (1729–1776), in Schmolsin als Pfarrerssohn geboren, bedeutender geistlicher Dichter und Ästhetiker in Königsberg (Preußen)
- Ehregott Friedrich Lindner (1733–1816), jüngerer Bruder von Johann Gotthelf Lindner, praktizierte als Arzt in Mitau
- Lebrecht von Hanstein (1819–1876), preußischer Generalmajor
- Horst Grunenberg (1928–2006), deutscher Politiker (SPD), Bundestagsabgeordneter
- Wolfgang Weit (* 1932), deutscher Opernregisseur[23]
- Siegfried Melchert (1936–2013), deutscher Sporthistoriker und Hochschullehrer

### Weitere mit dem Ort in Verbindung stehende Persönlichkeiten
- Ritter Schwantes Tessen († 1. April 1607), war Erbherr auf Vorwerk Schmolsin, Landvogt zu Schlawe, später Hauptmann von Schlawe, Stolp und Lauenburg (mit seinem Tod erlosch der Mannesstamm des hinterpommerschen Zweigs der Adelsfamilie Tessen).
- Herzogin Erdmuthe von Brandenburg (1561–1623), hatte nach dem Tod ihres Mannes 1600 das Amt Stolp als Wittum erhalten und wohnte im Schloss von Stolp sowie seit 1608 – nach dem Tod von Schwantes von Tessen – auch in dem Schloss auf dem Vorwerk von Schmolsin.
- Michael Brüggemann (1583–1654), von 1600 bis 1654 erster evangelischer Pfarrer in Schmolsin, übersetzte sakrale Literatur in die kaschubische Sprache.
- Herzogin Anna von Croy (1590–1660), Schwester Bogislaws XIV., hatte nach dem Tod ihres Mannes das Amt Stolp als Wittum erhalten und wohnte in dem zum Vorwerk von Schmolsin gehörigen Schloss, stiftete die Dorfkirche von Schmolsin.
- Ernst Bogislav von Kameke (1674–1726), von 1707 bis 1709 Amtshauptmann von Schmolsin (und Stolp), preußischer Staatsminister und Generalpostdirektor.

## Sehenswürdigkeiten
- Dorfkirche, mit alter Ausstattung und teilweise erhaltener alter Deckenmalerei
- Rundblick vom Revekol.

## Gmina Smołdzino
Der Ort ist Sitz der gleichnamigen Landgemeinde, deren Gebiet sich zwischen dem Jezioro Gardno (Garder See) und dem Jezioro Łebsko (Leba-See) hinzieht. Ihre Fläche beträgt 257,24 km² und die Einwohnerzahl beträgt 3400.